# Carl Johan Myhrman
Carl Johan Myhrman, född 5 juni 1814 i Adolf Fredriks församling, Stockholms stad, död 14 april 1892 i Klara församling, Stockholms stad, var en svensk kontrabasist vid Kungliga Hovkapellet i Stockholm. 

## Biografi
Carl Johan Myhrman föddes 1814 i Stockholm. Han var son till en lantbrukare. Myhrman anställdes 1845 vid Mindre teaterns orkester i Stockholm och anställdes 1 september 1860 som kontrabasist vid Kungliga Hovkapellet i Stockholm. Han avled 1892 i Klara församling, Stockholm.

### Familj
Myhrman gifte sig 10 oktober 1839 med Carolina Christina Stenberg.